# マン島

マン島
Isle of Man（英語）
Ellan Vannin（マン島語）

地域の標語：ラテン語: Quocunque Jeceris Stabit
「投ぐればいずくにでも、立たん」
地域の歌：God Save the King 国王陛下万歳
O Land of Our Birth（英語）
Arrane Ashoonagh dy Vannin（マン島語） マン島賛歌

マン島（マンとう、マン島語: Ellan Vannin、またはMannin、英語: Isle of Man または Mann）は、グレートブリテン島とアイルランド島に囲まれたアイリッシュ海の中央に位置する島。面積は約572平方キロメートル (km2)。主都はダグラス。人口は90,895人（2021年推計）。

## 概要
マン島は複数の国の間で統治権が移動する複雑な歴史を持っており、周辺の島やイングランド・アイルランドとも異なる独自の文化を築いてきた。1405年以降はマン島領主を名乗るイングランド貴族のスタンリー家（ダービー伯爵）が代々統治してきた。1765年のマン島購入法成立によって王室がマン島の支配権を購入し、それ以降はイギリス（連合王国）の君主がマン島領主を世襲している。

## 地理
マン島はアイリッシュ海に浮かび、海岸には崖、海食柱、島嶼、砂浜がある。丘陵には泥炭地があり、北部の海岸平野には草地、池、湿地がある。特に東部の丘陵地帯には木々が茂った谷が多い。島の湿地にはサリクス・キネレア、カバノキ属などの生える低木林およびヨウシュヌマガヤの草地とフェンがある。島にはウズラクイナ、ハイイロチュウヒなどの鳥類、8種のコウモリ、オコジョ、ヨーロッパミンクなどの哺乳類、そして唯一の両生類であるヨーロッパアカガエルと爬虫類のコモチカナヘビが生息しており、ヤブノウサギ、ユキウサギとナミハリネズミの導入または再導入も行われる。周辺の海域、特に北東部のラムジー湾は生物多様性に富んでおり、多毛類のアリアケカンムリゴカイ属およびエゾヒバリガイなどの貝類が生息する礁およびミールと海草の藻場が発達しており、ヨーロッパウナギ、タイセイヨウダラ、ウバザメ、ハナゴンドウ、ハンドウイルカ、マイルカ、ミンククジラなどが生息している。
マン島と周辺の海域は2016年にユネスコの生物圏保護区に指定され、北部のバラフ教区にあるバラフ・カラフという湿地はラムサール条約登録地である。

## マン島の法的地位
マン島は法的にはグレートブリテンおよび北アイルランド連合王国の一部ではなく、また主権国家でないためイギリス連邦 (commonwealth) の加盟国でもなく、自治権を持ったイギリスの王室属領 (Crown dependency) である。しかしイギリスとの密接な関係からイギリス連邦の一部と見なされることも多く、イギリス連邦議会連合やコモンウェルスゲームズ等に参加している。
イギリスが1973年から2020年までEUに加盟していた際にマン島はEUに参加せずに代表も送らなかったが、イギリスの特別領域として扱われた。

## 歴史

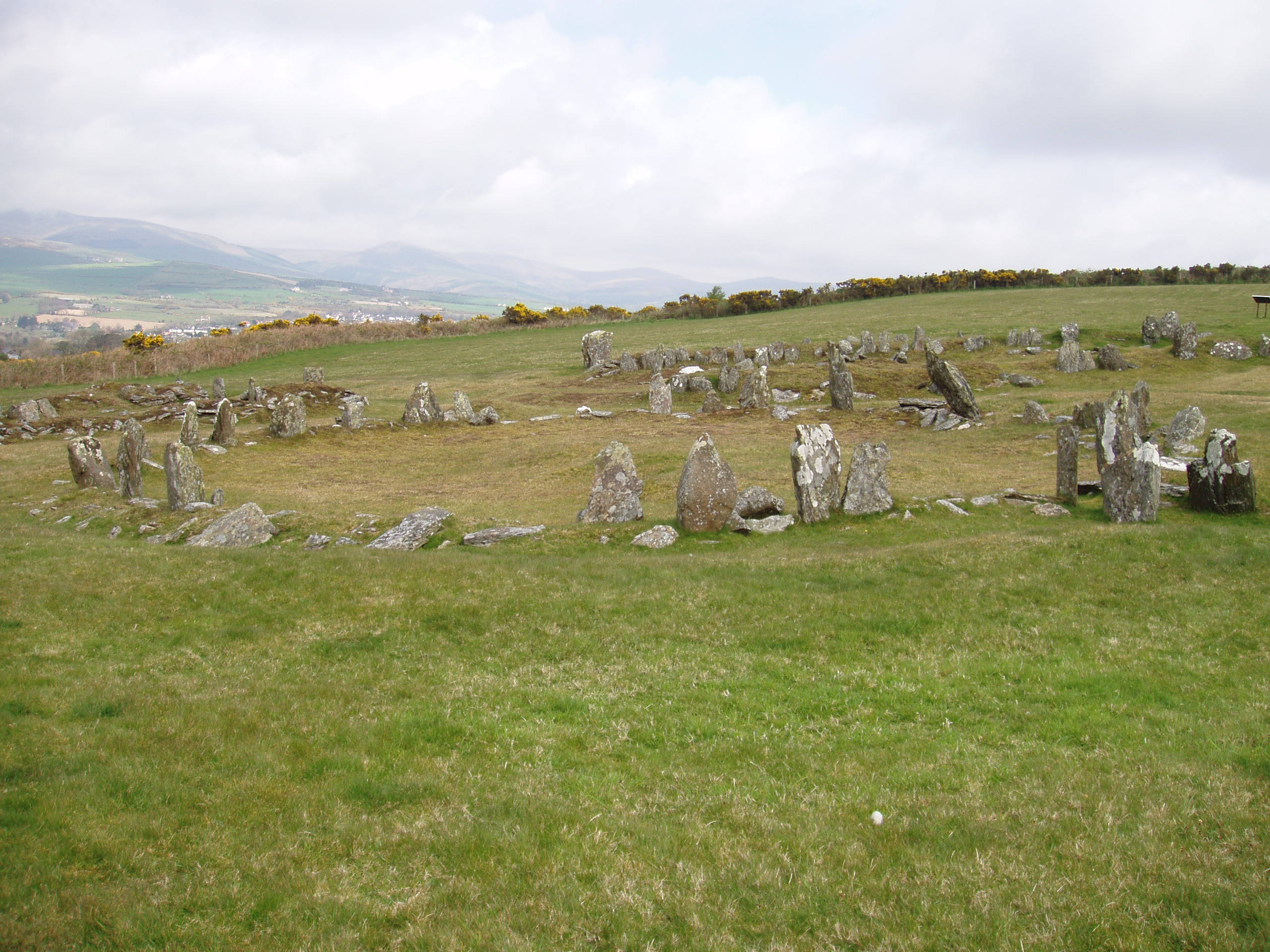
島中央部にあるブライド。ケルト＝ヴァイキング時代の円形住宅と、2つのロングハウスの遺跡

紀元前8000年頃に水位が上昇し、マン島は周囲の島々から切り離された。状況的な証拠から、島への定住は紀元前6500年以前に行われたことが示されている。最初の住民は小さな小屋に暮らし、狩りや釣りをして食糧を集めていた。彼らは燧石や骨で作った小さな道具を使っていた。これらは海岸近くで多く見つかっている。これら工芸品の代表はマンクス博物館に所蔵されている。
新石器時代に、農業の知識、優れた石器や陶器が伝わった。この時期に、巨石記念物が島の周囲に現れるようになった。この時代の巨石記念物として、Cashtal yn Ard、King Orry's Grave、Meayll Circle、Ballaharra Stonesが挙げられる。
青銅器時代、巨石記念物を建てた人々の大きな共同墓は、小さな古墳に置き換えられた。遺体は装飾用容器とともに並べられた石の墓に入れられた。。
鉄器時代にケルト文化が影響を与え始めた。丘の頂上に大きな砦がつくられ、海岸沿いの崖の上にはより小さな砦が建てられた。木組の大きな円形住宅が建てられていた。5世紀頃、アイルランドからの移住者の文化的影響がゲール語化の過程を促進し、マン島語を生み出した。このことはオガム文字の碑文が証明している。マン島語はアイルランド語やスコットランド・ゲール語と密接な関係を保っている。
マン島へのヴァイキング定住は8世紀終わりのことだった。ヴァイキングがティンワルドという議会を設置し、現在も残る多くの土地区画を導入した。スカンディナヴィアの支配を受けている間、名目上の宗主権をノルウェーの王が保有していたが、ノルウェー王が宗主権を主張するのはわずかな機会に限られた。
12世紀以降、ノルウェーの内政の混乱によってマン島への支配が弱まると、代わって勢力を伸ばしてきたスコットランド王国と衝突するようになった。13世紀半ば、マン島および島嶼部の王であったマグヌス・オラフソンはノルウェー側にたって戦ったが、マン島を除く全ての島を放棄して降伏させられた。マグヌス死後の1266年、ノルウェー王マグヌス6世は、スコットランドとの間に結んだパース条約によって、マン島を含む島嶼部を割譲した。しかし、スコットランドのマン島支配は1275年のロナルズウェーの戦いでマン島人を退けるまでは、定着したとは言い難かった。
13世紀以降にマン島の支配権は、スコットランド、イングランドと二転三転した。ヘンリー4世の時代にマン島はイングランド王家のものとなり、1405年にジョン・スタンリーに島が授けられた。以後、ジョン・スタンリーの子孫であるダービー伯爵家がマン島領主を兼ねた。彼らは滅多に島に来ることはなく、代官を派遣して島を治めた。
1736年、第10代ダービー伯ジェームズ・スタンリーが嫡男をもうけることなく他界し、マン島の領主位を継承したのはダービー伯爵家の男系子孫であるスコットランド貴族、第2代アソル公爵ジェームズ・マレーであった。1765年にマン島購入法によって、第2代アソル公爵の成人した唯一の子で第3代アソル公爵ジョン・マレーの妻であるアソル公爵夫人シャーロット・マレーは、父親から継承していたマン島領主としての宗主権をイギリス政府に7万ポンドで売却し、年2000ポンドの年金を得ることとなった。
1919年にはイギリス本土に先駆けて婦人参政権が導入されている。第二次世界大戦中には非武装地帯となったが、1942年から1945年には在英日本民間人の強制収容所が設置されていた。
1949年、マン島副総督が議長を務め、ティンワルドのメンバーも含まれるマン島最高評議委員会が発足した。これは、選挙で選ばれない総督代理から民主的に選ばれたマン島人政治家への行政権の移動の始まりだった。1958年から1976年までの間に、金融と警察の管轄はマン島人に移った。1980年に副総督の職は、ティンワルドに選出された議長によるマン島最高評議委員会議長にとってかわった。1984年の法律に伴い、最高評議委員会が1985年に再組織され、8つの主要な委員会の議長を含むことになった。1986年になり彼らに大臣の称号が与えられ、議長は首席大臣と改名した。1986年にサー・マイルズ・ウォーカーが初代マン島首席大臣となった。1990年にマン島最高評議委員会は閣僚委員会と改名した。

## 気候
海洋性気候であり、気温の日較差、年較差ともに小さい。秋から冬にかけて雨が多く降る。非常に冷涼な気候で冬は0℃を下回る日は少なく、夏に関しても20℃を上回る日は多くない。
| マン島（空港）の気候     | マン島（空港）の気候 | マン島（空港）の気候 | マン島（空港）の気候 | マン島（空港）の気候 | マン島（空港）の気候 | マン島（空港）の気候 | マン島（空港）の気候 | マン島（空港）の気候 | マン島（空港）の気候 | マン島（空港）の気候 | マン島（空港）の気候 | マン島（空港）の気候 | マン島（空港）の気候 |
| 月                       | 1月                  | 2月                  | 3月                  | 4月                  | 5月                  | 6月                  | 7月                  | 8月                  | 9月                  | 10月                 | 11月                 | 12月                 | 年                   |
| ------------------------ | -------------------- | -------------------- | -------------------- | -------------------- | -------------------- | -------------------- | -------------------- | -------------------- | -------------------- | -------------------- | -------------------- | -------------------- | -------------------- |
| 最高気温記録 °C （°F）   | 13.3 (55.9)          | 13.2 (55.8)          | 17.1 (62.8)          | 20.0 (68)            | 24.0 (75.2)          | 27.0 (80.6)          | 29.0 (84.2)          | 27.8 (82)            | 26.5 (79.7)          | 22.7 (72.9)          | 16.3 (61.3)          | 15.0 (59)            | 29.0 (84.2)          |
| 平均最高気温 °C （°F）   | 8.2 (46.8)           | 7.9 (46.2)           | 9.2 (48.6)           | 11.1 (52)            | 14.1 (57.4)          | 16.3 (61.3)          | 18.1 (64.6)          | 18.1 (64.6)          | 16.3 (61.3)          | 13.6 (56.5)          | 10.9 (51.6)          | 8.9 (48)             | 12.8 (55)            |
| 平均最低気温 °C （°F）   | 3.9 (39)             | 3.4 (38.1)           | 4.4 (39.9)           | 5.4 (41.7)           | 7.7 (45.9)           | 10.2 (50.4)          | 12.2 (54)            | 12.4 (54.3)          | 11.1 (52)            | 8.9 (48)             | 6.3 (43.3)           | 4.5 (40.1)           | 7.6 (45.7)           |
| 最低気温記録 °C （°F）   | −7.8 (18)            | −5.8 (21.6)          | −6.0 (21.2)          | −3.4 (25.9)          | −0.8 (30.6)          | 1.4 (34.5)           | 5.3 (41.5)           | 4.9 (40.8)           | 1.0 (33.8)           | −1.5 (29.3)          | −4.0 (24.8)          | −7.0 (19.4)          | −7.8 (18)            |
| 降水量 mm （inch）       | 82.6 (3.252)         | 57.5 (2.264)         | 65.5 (2.579)         | 55.7 (2.193)         | 50.9 (2.004)         | 58.1 (2.287)         | 56.2 (2.213)         | 65.3 (2.571)         | 75.3 (2.965)         | 102.5 (4.035)        | 103.1 (4.059)        | 91.8 (3.614)         | 864.4 (34.031)       |
| 平均降雨日数 （≥1.0 mm） | 14.0                 | 10.6                 | 11.8                 | 9.9                  | 9.7                  | 9.8                  | 9.0                  | 10.8                 | 11.1                 | 14.1                 | 15.2                 | 13.9                 | 140.1                |
| 平均月間日照時間         | 54.1                 | 77.9                 | 115.9                | 171.2                | 227.6                | 203.4                | 197.4                | 184.9                | 138.9                | 103.6                | 63.5                 | 46.0                 | 1,584.6              |
| 出典1：Met Office        |                      |                      |                      |                      |                      |                      |                      |                      |                      |                      |                      |                      |                      |
| 出典2：Météo Climat      |                      |                      |                      |                      |                      |                      |                      |                      |                      |                      |                      |                      |                      |

## 主要町村

マン島の地図

括弧内はマン島語名
(町)
- ダグラス（マン島語: Doolish ドゥーリッシュ）
- カッスルタウン（英語版）（マン島語: Balley Chashtal バレ・ハスタル(?) 発音:「バリェ・ハシュチャル(?)」/ˈbalʲə ˈxaʃtʲəl/）
- ピール（英語版）（マン島語: Purt ny hInshey プルト・ナ・ヒンジャ(?) 'purt-na-HINZH-a'[20]）
- ラムジー（英語版）（マン島語: Rhumsaa ラムサー(?) 'Rum-SAA'[20]）

(地区)
- マイケル（英語版）（カーク・マイケル）
- オンカン（英語版）

(村)
- ラクシー（英語版）
- ポート・エリン（英語版）
- ポート・セント・メアリー（英語版）

## 政治
イングランド法のベースとなった独自の法律を持ち、長い民主主義の伝統を持つ。立法権を持つ立法評議会とハウス・オブ・キーズと呼ばれる下院の二つはティンワルドと総称され、世界最古の議会であるといわれる。現在でも7月初旬の「ティンワルドの日」には伝統にのっとった青空議会が開かれている。議会が可決した法案はマン島領主またはその代理であるマン島副総督によって裁可される。マン島領主はマン島閣僚の輔弼は受けず、イギリス本土の枢密院の助言に従って統治を行う。イギリス議会はマン島に独自の法律を施行できる権限を持っているが、マン島議会の承認を受けて法律を施行する。イギリス議会側はこの制度が慣習に基づくもので法的なものではないとしており、法的拘束として扱うように求めるマン島側の要求を拒否している。
行政権は首席大臣（マン島首席大臣）をトップとする内閣評議会（内閣評議会 (マン島)）が持つ。
自由バンニン党とマンクス労働党の二つの政党が存在している。しかし閣僚の選出は政党を基準とするものではなく、いわゆる政党政治は行われていない。
外交・軍事はイギリス王室に委ねるという法律があり、その代金を毎年支払っている。

### 地方行政
マン島の地方自治制度は、古くはキリスト教会の17の教区 (parish) からなる6つの管区を基本とし、首都ダグラスは、バラ (borough) という「町」にあたる行政区分で、自治体 (municipal corporation) が治めていた。
現在は、市街区・地区・村落区・教区に分かれ、市街区はダグラス（バラ）、カッスルタウン、ピール、ラムジー、地区（村落と教区が合併した自治体）はマイケル、オンカン、村落区はポート・エリン、ポート・セント・メアリー、残り13の教区がある。各区には、役員会 (body of commissioners) を置いているが教区の役員会の権限は村落区の役員会より弱い。これら地方自治体は、2010年よりマン島政府の建設省 (Department of Construcion) の監督を受けている。

## 軍事・治安
1938年に成立したマンクス連隊が第二次世界大戦後に解散して以降固有の軍隊は保持していないが、マン島警察存在する。

## 経済
通貨はマンクス・ポンド。マンクス銀行により独自の通貨が発行されている。為替レートはイギリスのスターリング・ポンドと同じである。イングランド銀行、スコットランド銀行などで発行されたイギリスポンドも国内で問題なく通用するが、マンクス・ポンドはマン島のみで通用し、マン島以外は外貨両替の扱いが無い。

## 観光・産業

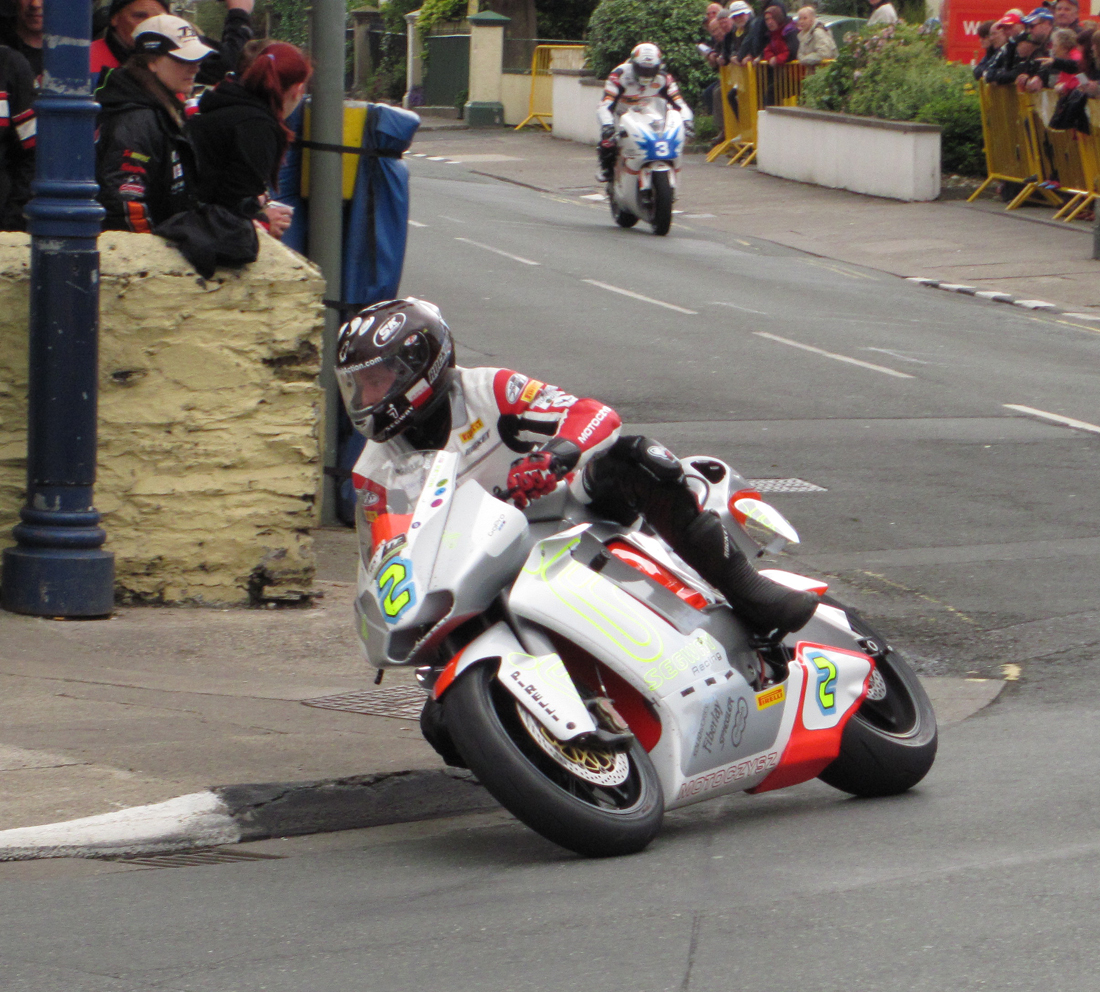
マン島TTレース

マン島の主要産業は伝統的な農業と観光である。マン島はイギリス本土、アイルランド、チャンネル諸島と共通旅行領域を形成しており、この領域内での旅行では入国審査が免除される。
島の公道を使って一周60キロメートル (km) を走るオートバイレースであるマン島TTレースは、世界でもっとも歴史の長いオートバイレースである。
タックス・ヘイヴンとしても有名で、保険業でない企業が子会社として設立する自社専用の保険引受業者であるキャプティブ保険会社が数多く設置されている。2010年に英国のシンクタンクが、世界第32位の金融センターと評価した。2017年11月にパラダイス文書を元にして、租税回避目的でアップルなど国際的巨大企業や有名人らが税逃れを続けていた事実が報じられた。

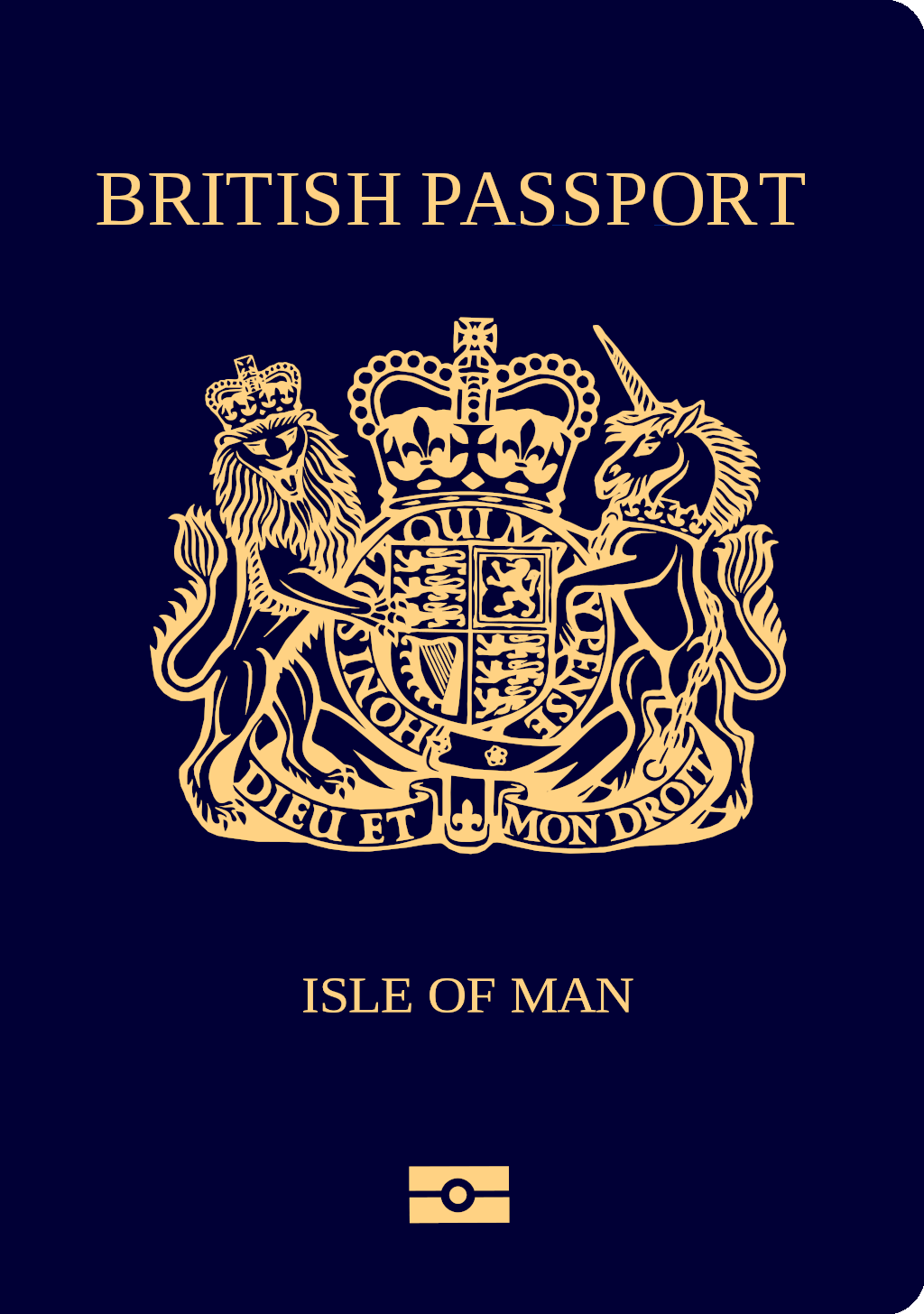
British passport (Isle of Man)

## 住民
マン島の住民はイギリスの市民権を有しており、マン島独自の市民権は存在しない。マン島の住民には、連合王国（UK）のパスポートか、イギリス本土と異なる旅券のマンクス・パスポートが発行されている。ダグラスのマン島旅券事務所では、正式にマンクス・パスポート発行を担当するマン島副総督宛の旅券申請書を提出する。

## 文化
マン島は道路の制限速度がないなどの制度が残存している。保存鉄道でも知られる。保存鉄道は、蒸気機関車、フェル式登山鉄道、狭軌の電車の3系統がある。

### 言語

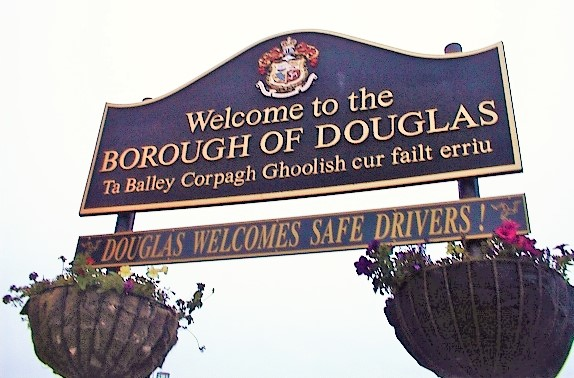
マン島語と英語で書かれた看板

住民は主に英語で会話し、公用語としている。土着の言語はケルト語派のゴイデル語系に属するマン島語があり、現在はこちらも公式言語として認められている。英語の方言はマン島英語と呼ばれ、固有独特な単語や表現も多いが、使用減少の一途をたどっているという。方言にはマン島語の借用語が多いが、北欧ノルド語由来の語も幾つか見られる。
1974年末、マン島語を母語とする最後の話者が死亡したが、1970年代以降に言語復権運動が興隆し、現在はマン島語識者を自称する者が約1700名いる。住民はイギリスから独立の意識が高いことから英語に次ぐ公用語として位置づけられ、国民はマン島語による教育の機会も与えられている。2005年にマン島語のみを教授言語とする初等教育の学校が設立された。

### 国家象徴の象形
マン島のシンボルの三脚巴（旗画像参照）は対称性があり、数学の群論の説明に用いられることが多い。

### 食文化
国を代表する伝統料理は「スパッズ・アンド・ヘリン」(Spuds and Herrin) で、茹でジャガイモと燻製ニシンの開きであるキッパーを合わせる。昔から農作や漁労に従事する島民が常食の糧とした。
近年は「チップス・チーズ・アンド・グレイヴィー」が街中で多く見られ、国民的料理の様相である。これはプーティーヌに似た一品で、拍子切りにした太めのフライドポテトチップスに、チェダーチーズの粗びきをまぶし、濃厚なグレイビーソースをかけて完成する。
地元の食生活では、従来、魚介類を多く摂取してきた。近頃は商業漁業の漁獲量もめっきり減っており、西岸のピールの町の燻製工房ではニシンをマン島風のキッパーに加工しているが、原料は北海ものが多くなっている。スモークサーモンやベーコンも加工される。
カニ、オマール海老、ホタテガイを対象に操業している。特にクイーンホタテはマンクス・クイーニー (Queenies) の愛称で知られ、淡白で甘みのある味わいで喜ばれる。マダラ、タラ科クロジマナガダラ、サバなど海岸でも釣果のある魚が地元の食卓に上る。地元の河川や湖で捕れるサケ・マス類はCornaaに所在する国営の孵化場が支援している。
牧牛、牧羊、養豚、養鶏がおこなわれ、丘陵地のマン島産ラム肉は、人気である。マン島特産のラクタン品種の羊は、味わいぶかい濃赤味の肉質で、料理人のあいだで定評があり、原産地名称保護制度 (PDO) 認可取得な食材である。
マン島産のチーズには、オーク材のチップの燻製品や、ハーブで香りづけした商品があり、イギリスの食品店にも入荷されるようになっている。ロンドン主催の2011年度ワールドチーズアワード大会において、某社のマン島産チェダーはシュレッドチーズ部門で銀賞を獲得した。
地ビールは1850年創業のオケルズ醸造 (Okells ) や、ブッシーズ醸造 (Bushy's Brewery) などがある。マン島で1874年以来施行されているビール純粋法 (beer purity law) は、ドイツのビール純粋令と目的を同じくした法令である。

### 特有の動物

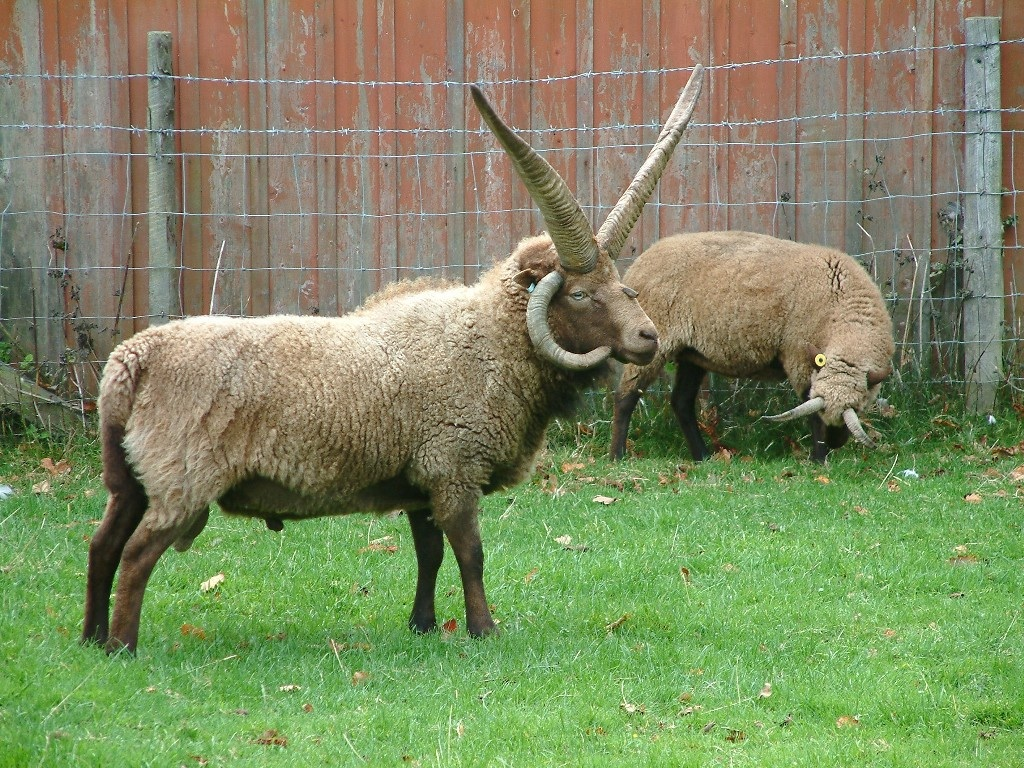
マン島のラクタン羊は、食肉用に放牧飼育されている。

マン島を代表する特有の動物には、マンクス種の猫とラクタンシープという品種の羊がいる。

#### マンクス猫
マンクス種の家猫は、尾が極端に短い変異をもつ血統の品種である。数センチほどの短い尾の個体をスタンピー ("stumpy")、まったく尾の外見を欠いたものをランピー ("rumpy") と称する。毛並みは様々であるが、後肢がやや長め。貨幣や郵便切手などにも図柄が使われる国の象徴的な動物である。しかし、1930年代より米国での関心と需要が高まり、島内での品種の存続を危惧したマン島政府は一時期、国費でこの猫のブリーダー事業所を運営させていた。

#### ラクタン羊
「マン島ラクタンシープ」はマン島で家畜化された羊の純血種をさす。濃い褐色の羊毛をした頭角本数が多い品種で、牡羊では2、3、4本から5～6本の角を生やすこともある。その名の由来であるラクタン（マン島語: loaghtyn, lugh-dhoan）は毛並みの色合いをさす言葉だが、これはlugh「マウス」+"dhoan"「褐色」の合成語で、英語に同義語はないと言われる。短尾の品種に珍しく、採れる羊毛は柔らかく良質とされる。肉は美味でグルメ食材として珍重され、ある程度成熟したものがラムではないが若い羊であるホゲットやマトンとして出荷されている。

### スポーツ
クリケットやサッカーが盛んである。クリケットは19世紀からプレーされている。マン島クリケットクラブは、スポーツの関心を高め、既存のクラブを支援するために1930年に設立された。2004年に国際クリケット評議会に加盟した。

#### カマグ
カマグ（マン島語: cammag; 発音: [kʰamaɡ]）は、スコットランドでいうシンティやアイルランドのハーリングと同種同源のマン島のスポーツで、フィールドホッケーを簡略したようなステックをもちいるチーム球技である。かつてはマン島の国技であったが、その後サッカーにとって変わられている。一度は廃れたが21世紀に再興をみせており、4人 -  200人の人数でゲームに参加する。使用する尖端がフック状に曲がったステックをカマグといい、これは「小さな曲がったもの」の意とされる。

## 著名な出身者
- スタンリー家 - イングランド貴族（トマス・スタンリー）
- ビージーズ - 音楽グループ（バリー・ギブ、ロビン・ギブ、モーリス・ギブの三兄弟）
- メル・コリンズ - ミュージシャン（サクソフォーン奏者）
- マーク・カヴェンディッシュ - 自転車競技選手
- ピーター・ケノー - 自転車競技選手
- キーラン・ティアニー - サッカー選手（アーセナル所属）
- サマンサ・バークス - 歌手、女優
- ベッキー・クルーエル - ネットアイドル